# Lobo Vallis
La Lobo Vallis è una struttura geologica della superficie di Marte.